# Maria Perlorentzou
Maria Perlorentzou, griechisch Μαρία Περλορέντζου, auch Maria Perlorentzou Pompili (* 1942 in Athen) ist eine griechische Neogräzistin.
Perlorentzou studierte Philologie an der Universität Athen und schloss ihr Studium 1970 mit dem Diplom (πτυχίο) ab. Anschließend folgten zwei Jahre Postgraduiertenstudium an der Universität Bari, an der sie von 1972 bis 1973 wissenschaftliche Mitarbeiterin war. Von 1973 bis 1977 war sie als Dozentin an der Universität Gabriele d’Annunzio in Chieti tätig, seit 1977 als assoziierte Professorin an der Universität Bari.
Perlorentzou arbeitet vor allem zur neugriechischen Literatur des neunzehnten und zwanzigsten Jahrhunderts. Besondere Aufmerksamkeit hat sie den beiden Schriftstellerinnen Evanthia Kaïri (Ευανθία Καΐρη, 1799–1866) und Elisavet Mutzan Martinengu (Ελισάβετ Μουτζάν Μαρτινέγκου, 1801–1832), dem dichterischen Werk des Aris Alexandrou (1922–1978), des Kostas Stergiopoulos (Κώστας Στεργιόπουλος, * 1926) und des Andreas Pagoulatos (Αντρέας Παγουλάτος, 1948–2010) sowie den Übersetzungen italienischer Dichter durch Kostis Palamas (1859–1943) gewidmet. Außerdem entdeckte sie futuristische Texte von Alk(iviadis) Gian(nòpulos) (Αλκιβιάδης Γιαννόπουλος, 1896–1981) wieder und gab sie mit einer Übersetzung heraus. Im Bereich der Prosa hat sie zur Science-Fiction des Dimosthenis Vutiras (Δημοσθένης Βουτυράς, 1872–1958) und zur Prosa des Stratis Tsirkas (Στρατής Τσίρκας, 1911–1980) sowie des Giannis Psycharis gearbeitet. Daneben hat sie Konstantinos Kavafis und Kostas Stergiopoulos ins Italienische übersetzt.

## Schriften (Auswahl)
- Aris Alexandru. I segni di un percorso. Schena, Fasano 1985.
- Alk Gian, futurista. Crav – B. A. Graphis, Bari 1999.
- Andreas Pagoulatos. Pérama e il suo canto. Crav – B. A. Graphis, Bari 2008.
- La lingua greca dalla Κοινή al XX secolo. Dati storici ed evoluzione linguistica. Istituto di Studi dell’Europa Orientale, Facoltà di Lingue e Letterature Straniere, Università di Bari, 1999. (Didaktisches Hilfsmittel)